# مترويد: أثر إيم
مترويد: أثر إيم (بالإنجليزية: Metroid: Other M‎؛ باليابانية: メトロイド アザーエム‎، ‏متورويدو أزا إيموه) هي لعبة فيديو على نظام الوي من تطوير مجموعة مشروع إيم، والذي هو فريق يتألف من موظفين من شركة نينتندو، وشركة تيم نينجا، ومجموعة دي-روكتز (D-Rockets) اليابانية. تم أعلن عن هذه اللعبة من قبل رئيس وكبير التشغييلين التنفيذيين لفرع نينتندو الأمريكية ريجي فيس-إميه، وتم عرض مقطورة إعلانية لفترة وجيزة خلال معرض الترفيه الإلكتروني 2009 (إي3). ومن ميزات اللعبة هي اللعب في المستويين المنظورتين الأول والثالث. السيد فيس-إميه وضح أن لعبة مترويد: الميم الآخر « سوف تأخذك في عمق حكاية ساموس »، وأشار أيضاً إلى أن اللعبة ستكون العودة إلى نمط سلسلة مترويد التقليدية خلافاً عن سلسلة « مترويد برايم » (Metroid Prime)، على الرغم من أن اللعبة سيكون لها « حافة أقصة ». في الأصل كانت اللعبة أن تطلق في الأسواق في 27 يونيو، 2010، ولكن تأخر الإصدار إلى وقت لاحق في 31 أغسطس. كما هو المقرر أن تصدر اللعبة في اليابان وأستراليا يوم 2 سبتمبر، 2010، وفي أوروبا في 3 سبتمبر، 2010. وكان هناك عرض للعب اللعبة في قمة وسائل إعلام نينتندو (Nintendo Media Summit) في سان فرانسيسكو في فبراير 2010. وعرض لعب اللعبة كان أيضاً في إي3 2010 ومؤتمر سان دييغو الدولية للقصص المصورة 2010 (San Diego Comic-Con International).

## وصلات خارجيّة
- مترويد: أثر إيم على موقع IMDb (الإنجليزية)
- (بالإنجليزية)
- (باليابانية)
- لقطات من لعبة مترويد: أثر إيم (بالإنجليزية)
- مقابلة مع المطور (بالإنجليزية)